# Сопротивление (Звёздные войны)
| Организация «Звёздных войн» Сопротивление |                                                                                     |
| Столица:                                  | База Сопротивления, Ди’Куар                                                         |
| Дата основания:                           | 28 ПБЯ                                                                              |
| Язык:                                     | основной галактический                                                              |
| Фактический лидер:                        | Лея Органа, Вице-адмирал Эмилин Холдо (и.о.) (VIII)                                 |
| Ключевые фигуры                           | Генерал Лея Органа Адмирал Акбар По Дэмерон Рей Вице-адмирал Эмилин Холдо Роуз Тико |
| Валюта:                                   |                                                                                     |
| Форма правления:                          | Военное движение сопротивления                                                      |

Сопротивле́ние (англ. Resistance) — вымышленная военизированная организация вселенной «Звёздных войн», существовавшая в Галактике спустя тридцать лет после битвы при Эндоре. Была создана генералом Леей Органой, чтобы противостоять угрозе Первого Ордена — военной хунте, которая несла наследие Галактической Империи.
Сопротивление — главная протагонистическая группировка в трилогии сиквелов Звёздных войн, впервые представлена в фильме «Звёздные войны: Пробуждение силы» (2015) и продолжает появляться в фильмах «Звёздные войны: Последние джедаи» (2017) и «Звёздные войны: Скайуокер. Восход» (2019).

## Характеристика
Сопротивление — это группа солдат и пилотов, вступившая в борьбу с Первым орденом, спустя многие годы после битвы при Эндоре. Организацию возглавляет генерал Лея Органа, которая была одной из немногих живых лидеров Альянса за восстановление Республики со времён Галактической гражданской войны. Эскадрильи звёздных истребителей Сопротивления включали: Синюю эскадрилью, членом которой была Джессика Пава, летавшая под позывным Синий 3 и Чёрную эскадрилью, членом которой был По Дэмерон, летавший под позывным Чёрный-лидер. Членами Сопротивления также являлись Майор Калуан Эматт, дроиды: C-3PO, R2-D2 и PZ-4CO. Многие члены организации представляли собой обслуживающий персонал, следивший за исправным состоянием звёздных истребителей и дроидов на базе Сопротивления.
В качестве символа борьбы против Первого ордена, Сопротивление избрало звёздную птицу, которая ранее использовалась Альянсом повстанцев. Символ приняли в организации и пилоты Сопротивления — они наносили его на свои шлемы, которые они надевали, пилотируя свои истребители T-70 «X-wing» во время сражений. Солдаты Сопротивления предпочитали применять партизанскую тактику борьбы с силами Первого ордена, отступая и нанося молниеносные удары.

## История
После битв при Эндоре (показанной в «Возвращении джедая») и Джакку (изображённой в романе «Потерянные звёзды»), Галактическая гражданская война завершилась победой Повстанческого альянса. Победители, следуя по стопам Старой Республики, создали Новую Республику. Остатки Галактической Империи были оттеснены в несколько секторов на окраине Внешнего кольца, в которых находилась лишь небольшая часть населения и промышленной базы галактики, тем не менее всё ещё продолжая существовать и нести угрозу. Решив, что штурмовать малоразвитые, но хорошо укреплённые сектора нецелесообразно, Новая Республика предложила Империи мирный договор, который и был подписан на Корусанте, войдя в историю как Галактическое соглашение. По нему Империя прекращала военные действия против Новой Республики и официально капитулировала. Также соглашение определяло новые границы Империи с отказом последней от притязаний на Ядро и Корусант, запрещало вербовку и мобилизацию штурмовиков, закрывало имперские академии, а также запрещало расовую дискриминации и применение пыток. В конечном итоге, подавляющее большинство миров, принадлежавших Империи, в том числе и Корусант, бывшая имперская столица, вошли в состав Новой Республики. В итоге члены Галактического сената разделились на популистов и центристов. Первые выступали за демобилизацию военных сил и распространение демократических ценностей, вторые же были бывшими сторонниками Империи и напротив, выдвигали идеи наращивания военной мощи и централизации власти. Вражда этих партий привела Галактический сенат в состояние полной бесполезности.
Остатки Империи возглавил адепт Тёмной стороны Силы Сноук, создавший на руинах некогда могущественного государства Первый Орден, который нёс в себе наследие Империи и представлял угрозу для Республики. Новое образование постепенно восстанавливало свою военную мощь в нарушение мирного договора. Для этого Первый Орден тайно расширял свои границы за счёт Неизвестных Регионов (неизведанных участков территории на западе Галактики), захватывая новые неразвитые миры, чтобы пополнить свою ресурсную базу, а также строить новые верфи и промышленную инфраструктуру вдали от глаз Новой Республики. Несмотря на это, сильно демилитаризованная Новая Республика не рассматривала Первый Орден как настоящую угрозу и игнорировала его, поэтому для борьбы с нарастающей угрозой группа ветеранов-повстанцев во главе с генералом Леей Органой решили создать военизированную организацию, названную ими Сопротивление.
Ядром Сопротивления стали ветераны борьбы с Империей, а их лидер Органа стала символом для членов организации, вдохновляя каждого из них. Членов в неё набирали как из армии Новой Республики, так и из миров, которые испытали худшее из Империи и Первого Ордена. Власти Новой Республики терпели Сопротивление, официально не поддерживая его, хотя втайне некоторые члены Сената Республики, разделяя опасения Органы и её соратников, финансировали и вооружали их.

## Появление

### В других медиа
Осенью 2018 года на Disney Channel состоится премьера американского мультсериала «Звездные войны: Сопротивление» студии Lucasfilm.
Сопротивление присутствует в компьютерной игре 2016 года Lego Star Wars: The Force Awakens (в переводе с англ. — «Лего Звёздные войны: Пробуждение силы»). В частности, действие восьмой миссии, Chapter 7 — The Resistance, происходит внутри базы Сопротивления, где ведётся подготовка атаки на базу Первого Ордена «Старкиллер».

## За кулисами
Сопротивление было придумано для фильма 2015 года «Звёздные войны. Эпизод VII: Пробуждение Силы». Название организации было впервые оглашено в апреле 2015 года на официальном конвенте поклонников «Звёздных войн» Celebration Anaheim и впервые было упомянуто в прологе и эпилоге детских книг серии: «Дорога к Звёздным войны: Пробуждение Силы», «Движущаяся мишень: Приключения принцессы Леи» и «Оружие джедая: Приключения Люка Скайуокера».